# Breiðholt
Breiðholt es un municipio densamente poblado del sureste de Reikiavik, la capital Islandia. Se desarrolló en la segunda mitad del siglo XX. Lo atraviesa el río Elliðaá.

## Historia
Se desarrolló después de la Segunda Guerra Mundial, cuando la ciudad presentó un importante déficit de vivienda, y se desarrolló en los años 1960 con la participación del arquitecto italiano Aldo Rossi. Su construcción terminó en los años 1980. 

## Límites y barrios
Limita al norte y al oriente con el distrito de Árbaer, y al sur y al occidente con el municipio de Kópavogur, también situado en la región de Höfuðborgarsvæðið. 
Comprende los barrios de Neðra-Breiðholt (Bakkar, Mjódd y Stekkir), Efra-Breiðholt (Hólar, Berg y Fell) y Seljahverfi (Sel). Es uno de los más poblados de la ciudad, con más de 20.000 habitantes.